# Momagebirge
Das Momagebirge (russisch Момский хребет, wiss. Transliteration Momskij chrebet, jakutisch Муома сиһэ, Muoma sihe) ist ein bis 2533 m hohes Hochgebirge des Ostsibirisches Berglands in der russischen Republik Sacha (Jakutien) in Nordost-Sibirien.
Nördlich und südlich des Polarkreises liegend grenzt das Hochgebirge im Norden an das Jana-Indigirka-Tiefland (Westteil des Ostsibirischen Tieflands). Im Osten geht es über das Tal der Kolyma in das Jukagirenplateau über. Im Süden und Westen wird das Gebirge von den Flüssen Moma und Indigirka umflossen.
Jenseits der Moma schließt sich im Süden das Tscherskigebirge an. 
Das knapp 350 km lange Hochgebirge liegt zwischen den Einzugsgebieten der Indigirka und der Kolyma, die beide in den Arktischen Ozean münden. Die Flüsse Badjaricha und Oschogina entwässern das Gebirge nach Norden hin.